# Tegyra
Tegyra foi um local da Grécia Antiga onde havia um oráculo de Apolo, localizado na Beócia, perto do lago Copais. Ali também se desenrolou a Batalha de Tegyra em 375 a.C.